# System of a Down
System of a Down (parfois abrégé en SOAD ou System) est un groupe de rock américain, originaire de Californie. Formé en 1994, le groupe est actuellement composé de quatre membres, ayant tous des origines arméniennes : Daron Malakian, Serj Tankian, Shavo Odadjian et John Dolmayan. Issu de la scène underground californienne, le groupe rencontre son premier succès majeur avec la sortie de son premier album homonyme en 1998. La sortie de Toxicity en 2001, premier album du groupe à atteindre la première place du Billboard 200, popularise System of a Down sur les scènes nationale et internationale.

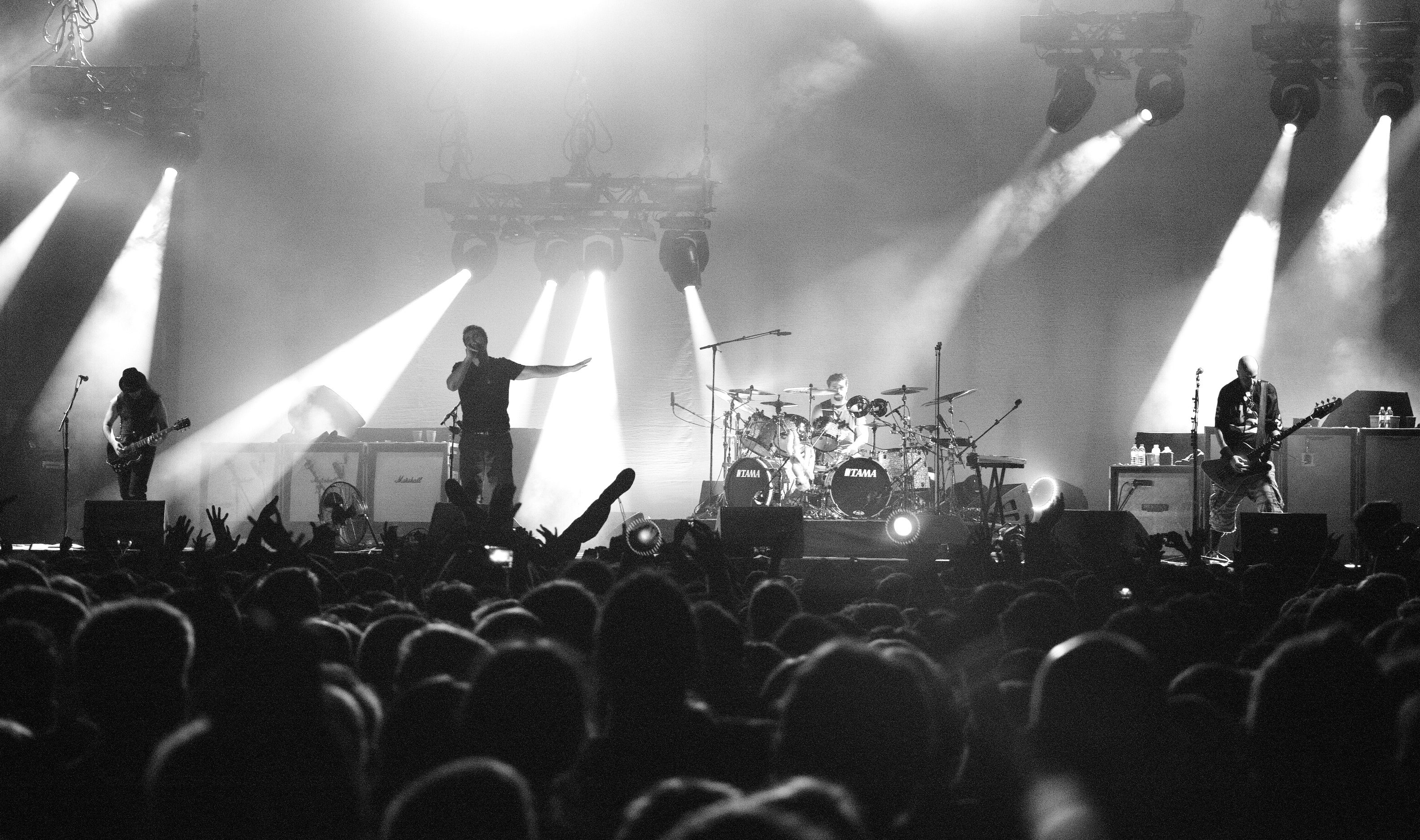
System of a Down en concert en 2013.

Du fait de la diversité de ses influences et de sa tendance à l'expérimentation, le style musical de System of a Down reste difficile à classifier. Nettement influencé par le rock progressif, le style musical du groupe se caractérise par des riffs de guitare, des chants mélodieux, des structures sonores inhabituelles, et par une approche expérimentale marquée. Les paroles de System of a Down, souvent dadaïstes et indirectes, laissent paraître l'engagement politique du groupe, qui fustige la guerre, la société de consommation et la mondialisation. Ses paroles engagées ont fait du groupe le porte-drapeau de grandes causes, notamment la reconnaissance du génocide arménien, question abordée dans certaines de ses chansons.
Le groupe rencontre un succès commercial considérable au fil de la sortie de ses cinq albums studio, trois d'entre eux ayant atteint la première place du Billboard 200. System of a Down est nommé pour quatre Grammy Awards et remporte en 2006 celui de la meilleure performance hard rock avec le single B.Y.O.B.. La formation annonce se mettre en pause en août 2006. Les membres du groupe se lancent alors dans des projets parallèles : Daron Malakian et John Dolmayan forment le groupe de metal alternatif Scars on Broadway, Serj Tankian se lance dans une carrière solo marquée par la sortie de cinq albums studio à ce jour, tandis que Shavo Odadjian fonde Achozen avec le rappeur RZA. Le groupe annonce sa réunion en novembre 2010 après quatre ans d'inactivité musicale collective, prévoyant une tournée mondiale de trois ans, où il se produit dans le cadre de nombreux festivals de rock prestigieux, dont Rock in Rio, Rock am Ring ou le Download Festival. System of a Down prévoit ensuite en 2015 une autre tournée, le Wake Up The Souls Tour, à l'occasion du centenaire du génocide arménien. System of a Down fait un nouveau retour en 2020, 15 ans après la sortie de son dernier album, avec deux nouveaux morceaux engagés, en réaction aux guerres se produisant au Haut-Karabagh.

## Biographie

### Soil (1992-1994)
Serj Tankian et Daron Malakian étudient à la Rose and Alex Pilibos Armenian School (en) alors qu'ils sont encore enfants, mais à cause de leur différence d'âge de huit ans, ils ne se rencontrent pas avant 1992, date à laquelle ils travaillent sur des projets musicaux différents dans le même studio d'enregistrement. C'est avec leur rencontre qu'ils décident de former un groupe du nom de Soil. Tankian est au chant et aux claviers, Malakian s'occupe du chant et de la guitare, Dave Hakopyan (qui jouera plus tard au sein de The Apex Theory et Mt. Helium) est à la basse et Domingo « Dingo » Laranio joue de la batterie. Le groupe nouvellement formé demande à Shavo Odadjian, un autre étudiant à l'école Rose and Alex Pilibos, de devenir leur manager, ce que ce dernier accepte (avant de finalement rejoindre Soil en tant que guitariste rythmique). En 1994, après 2 ans d'existence, un unique concert et une jam session ayant été enregistrée, Hakopyan et Laranio décident de quitter le groupe, n'en appréciant plus l'ambiance. Néanmoins, consciemment ou non, le nom Soil ne disparait pas tout à fait, puisqu'il donnera son nom à la septième piste de l'album System of a Down.

### Démos et signature avec American (1994-1997)
C'est en 1994 que System of a Down est fondé, après la dissolution de Soil. Le nom est tiré d'un poème de Daron Malakian, Victims of a Down. Le mot « Victims » est changé en « System » car Odadjian pensait que ce nom permettrait au groupe nouvellement formé de se populariser auprès d'un public plus large, mais aussi parce qu'ils souhaitaient être (en termes strictement alphabétiques) les plus proches possible de leurs héros musicaux, Slayer. Shavo passe de la guitare à la basse et transmet ses fonctions de manager au Velvet Hammer Music and Management Group (qui s'occupe également de groupes comme Korn, Alice in Chains, les Deftones ou les Smashing Pumpkins) et à son créateur, David « Beno » Benveniste. System recrute le batteur Ontronik « Andy » Khachaturian, un vieil ami d'école de Shavo et Daron, qui jouait avec ce dernier dans un groupe nommé Snowblind durant leur adolescence.
Au début de l'an 1995, System joue en tant que Soil au Cafe Club Fais Do-Do, une boîte de nuit de Los Angeles. Très peu de temps après, le groupe sort sa toute première publication, uniquement connue sous le titre Untitled 1995 Demo Tape, qui ne bénéficie pas d'une sortie commerciale mais fuite sur Internet dix ans plus tard à la suite de l'immense succès que le groupe avait gagné avec Toxicity. Un second volet, Demo Tape 2, sort en 1996. Au début de 1997, le quatuor sort sa dernière compilation publique de démos, Demo Tape 3. Au milieu de cette même année, Khachaturian quitte System à cause d'une blessure à la main (il cofondera plus tard The Apex Theory, qui verra passer en ses rangs l'ancien bassiste de Soil, Dave Hakopyan). Il est remplacé par John Dolmayan.
La première sortie d'une chanson enregistrée de façon professionnelle par le groupe se fait dans une collection nommée Hye Enk (« Nous sommes arméniens », en français), une compilation ayant pour but de promouvoir la reconnaissance du génocide arménien (sortie en 1997). Après avoir joué dans plusieurs clubs hollywoodiens, tels le Whisky-a-Go-Go ou le Viper Room, les quatre attirent l'attention du célèbre producteur Rick Rubin, qui leur propose de collaborer. Très intéressés par cette proposition, ils enregistrent Demo Tape 4 à la fin 1997. Le but de System est ici de proposer leur travail aux grands labels (bien que les travaux fuiteront sur Internet, bien plus tard). Rubin signe le groupe sur son label, American Recordings, et System commence peu après, avec l'aide de l'ingénieure du son Sylvia Massy, à enregistrer dans le studio du producteur et à sélectionner des pistes pouvant être incluses dans leur premier album.
Toujours en 1997, le groupe gagne le prix du « meilleur groupe signé » aux Rock City Awards.

### System of a Down(1998-2001)
En 1998, le groupe sort son premier album, homonyme, et connaît un succès modéré grâce à des chansons comme Sugar (qui devient l'hymne du groupe avec Chop-Suey) et Spiders, qui sortent en single, ainsi que pour leurs clips, qui passent fréquemment sur MTV. Leurs paroles engagées font rapidement d'eux les porte-drapeaux de grandes causes, notamment la reconnaissance du génocide arménien. L'album est certifié disque de platine (1 000 000) aux États-Unis. Après la sortie de cet opus, le groupe commence à tourner largement, notamment en ouvrant pour Slayer et Metallica avant de faire un grand concert sur la seconde scène de l'Ozzfest. C'est après ce concert que System se joint à Fear Factory et à Incubus, puis devient la tête d'affiche de l'édition 2000 du Sno-Core Tour, en compagnie de Puya, Mr. Bungle, The Cat et, une nouvelle fois, Incubus.
En novembre 1998, SOAD apparait sur l'album Chef Aid (album réunissant des chansons liées à l'univers de la célèbre série d'animation South Park), en composant la musique de la chanson Will They Die 4 You?. Près de la fin de la chanson, il est possible d'entendre la voix de Serj Tankian, qui dit la phrase « Why must we kill our own kind? » (« Pourquoi devons-nous tuer notre propre espèce ? »), parole qui sera plus tard écoutable dans la chanson Boom!, sur Steal this Album! (cette chanson dénonçant la guerre en Irak, la phrase y trouve donc tout son sens). Mais même si le quatuor est crédité sur l'album, il n'est pas présenté par le personnage de Chef, au contraire de tous les autres groupes présents sur l'album.
Le premier batteur de System of a Down, Ontroneik Khachaturian, revient exceptionnellement dans le groupe à l'occasion d'un concert au Troubadour de Los Angeles, assurant les parties de chant alors que Serj Tankian était souffrant. En 2000, le quatuor contribue à un album dédié à Black Sabbath, nommé Nativity in Black 2, en réalisant une reprise de la chanson Snowblind.

### Toxicity(2001-2002)

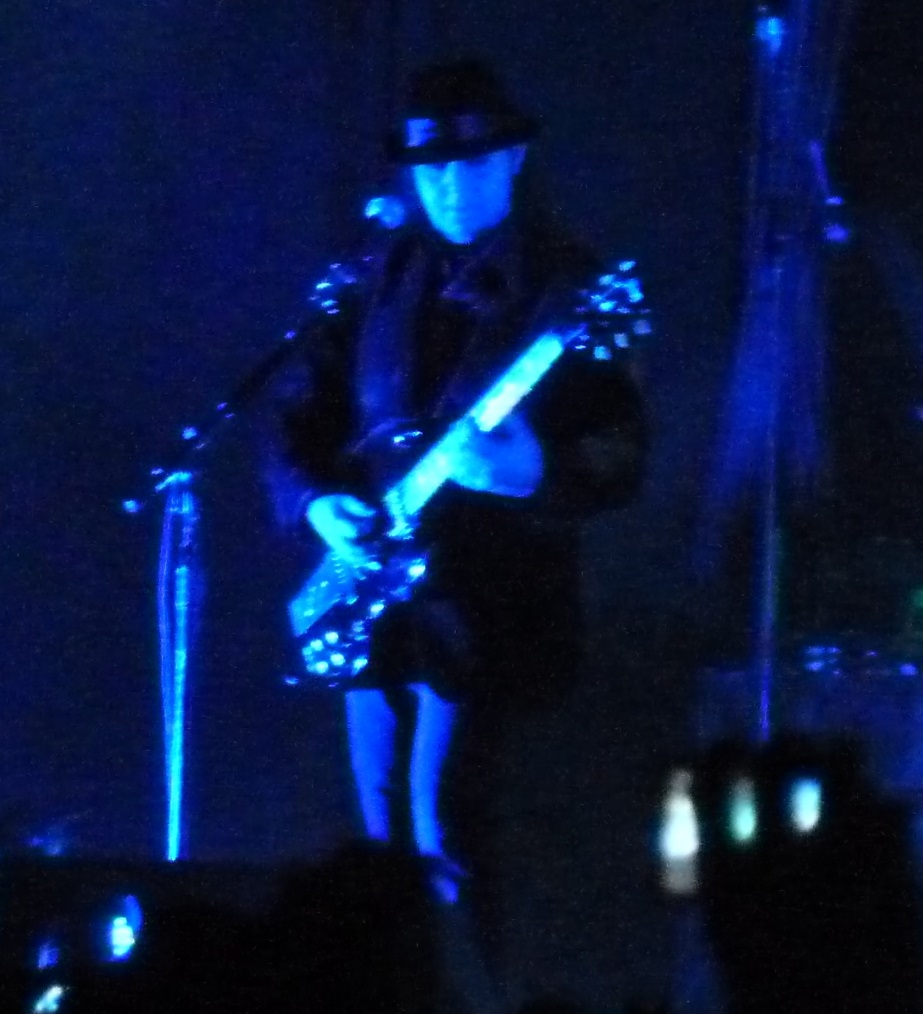
Le guitariste Daron Malakian fait la rencontre de Serj Tankian en 1993, un an après la création du groupe.

Le 3 septembre 2001, System of a Down prévoit de lancer la campagne de promotion de son second album avec un concert gratuit se déroulant à Hollywood, dans le but de remercier ses fans. Le fameux concert, qui devait se dérouler sur un parking, était prévu pour accueillir 3 500 personnes mais ce sont entre 7 000 et 10 000 personnes qui se présentèrent au lieu du concert. C'est à cause de ce trop grand nombre de fans que la performance est annulée, non pas par le groupe mais par les policiers présents sur les lieux et ce juste avant que System ne monte sur scène. Aucune annonce n'est faite mais le concert est tout de même annulé. Les fans attendront plus d'une heure pour voir le groupe, mais quand une bannière suspendue se trouvant au dos de la scène où était écrite « System of a Down » est retirée par la sécurité, le public se rue sur la scène et détruit tout le matériel de tournée du groupe (environ 30 000 dollars de matériel) avant de commencer une émeute, lançant des cailloux sur la police, cassant des fenêtres et renversant des toilettes portatives. L'émeute dure six heures et six personnes sont arrêtées. Le manager du groupe, David « Beno » Benveniste, dira plus tard que l'émeute aurait pu être stoppée si le groupe avait eu la possibilité de jouer ou de prévenir ses fans de l'annulation du concert. Le concert du lendemain est également annulé.
C’est le 4 septembre 2001, le lendemain de l’événement, avec la sortie de Toxicity, que le groupe se révèle au grand public, débutant à la première place en Amérique et au Canada malgré les événements du 11 septembre. L’album est porté par le tube Aerials, dont le clip est réalisé par Shavo Odadjian, le bassiste du groupe, de même que par la célèbre chanson Chop Suey!, malgré sa suppression des radios à cause de ses paroles, jugées politiquement trop sensibles selon la fameuse liste des chansons jugées inappropriées par Clear Channel Communications à la suite des attentats du 11 septembre 2001, notamment à la ligne « (I don't think you) trust in my self-righteous suicide » (« Je ne pense pas que tu crois à mon suicide pharisaïque », en français). Ce qui n'empêche pas le clip de Chop Suey! de passer régulièrement sur MTV, avant le second single de l'album, le morceau éponyme Toxicity. Les chansons de Toxicity sont les plus souvent jouées sur scène lors des concerts, notamment avec Bounce, Prison Song, Psycho, Deer Dance, ATWA ou Needles. Fin 2002, l’album s'est écoulé à plus de trois millions d'exemplaires aux États-Unis et 12 millions dans le monde entier, et les singles Toxicity et Aerials reçoivent une attention croissante. Le premier est classé en mai 2006 par VH1 dans son top 40 des Meilleures Chansons Metal.
En 2001, System of a Down part avec Slipknot en tournée aux États-Unis et au Mexique. Après une performance à Grand Rapids (Michigan), Shavo Odadjian est apparemment harcelé, ethniquement intimidé et physiquement agressé par la sécurité en coulisses, qui l'a traîné hors du lieu du concert. Le bassiste est médicalement pris en charge par la police et dépose une plainte contre la compagnie employant ses agresseurs. Malgré cet incident, la tournée est un succès et SOAD ainsi que Slipknot prennent part au Pledge of Allegiance Tour en compagnie de Rammstein, en 2001.

### Steal this Album!et pause (2002-2005)
À la fin 2001, plusieurs morceaux composés lors des sessions d'enregistrement de Toxicity mais n'ayant pas été retenus sur l'album commencent à circuler sur Internet sous le nom de Toxicity II (nom donné par les fans). Le groupe annonce que les versions des titres qui circulaient n'étaient pas des versions définitives et sort Steal This Album! en novembre 2002, album composé de versions finales de la plupart des morceaux en question, ainsi que de nouveaux titres. La pochette la plus connue ressemble à un CD gravé, semblable aux DivX pirates.
Cet album sort simultanément dans cinq éditions différentes, toutes tirées à 50 000 exemplaires, dont seul le design de la pochette varie, créé par chacun des membres du groupe. Quatre de ces éditions sont rares. L'album est certifié disque de platine (un million d'unités vendues) aux États-Unis. Pour beaucoup, le nom de l'album est perçu comme une preuve de cynisme et de démagogie, pour d'autres c'est une référence à Steal this Book, écrit par Abbie Hoffman, leader radical du mouvement hippie (en plus d'être un message adressé à ceux ayant fait fuiter les chansons). Innervision bénéficie d'une sortie comme single promotionnel et un clip pour Boom! est créé avec l'aide du réalisateur Michael Moore pour protester contre la guerre en Irak. Après la sortie de Steal this !, le groupe arrête les grosses tournées et fait très peu de concerts entre 2003 et 2005.

### Mezmerize/Hypnotize(2005-2006)

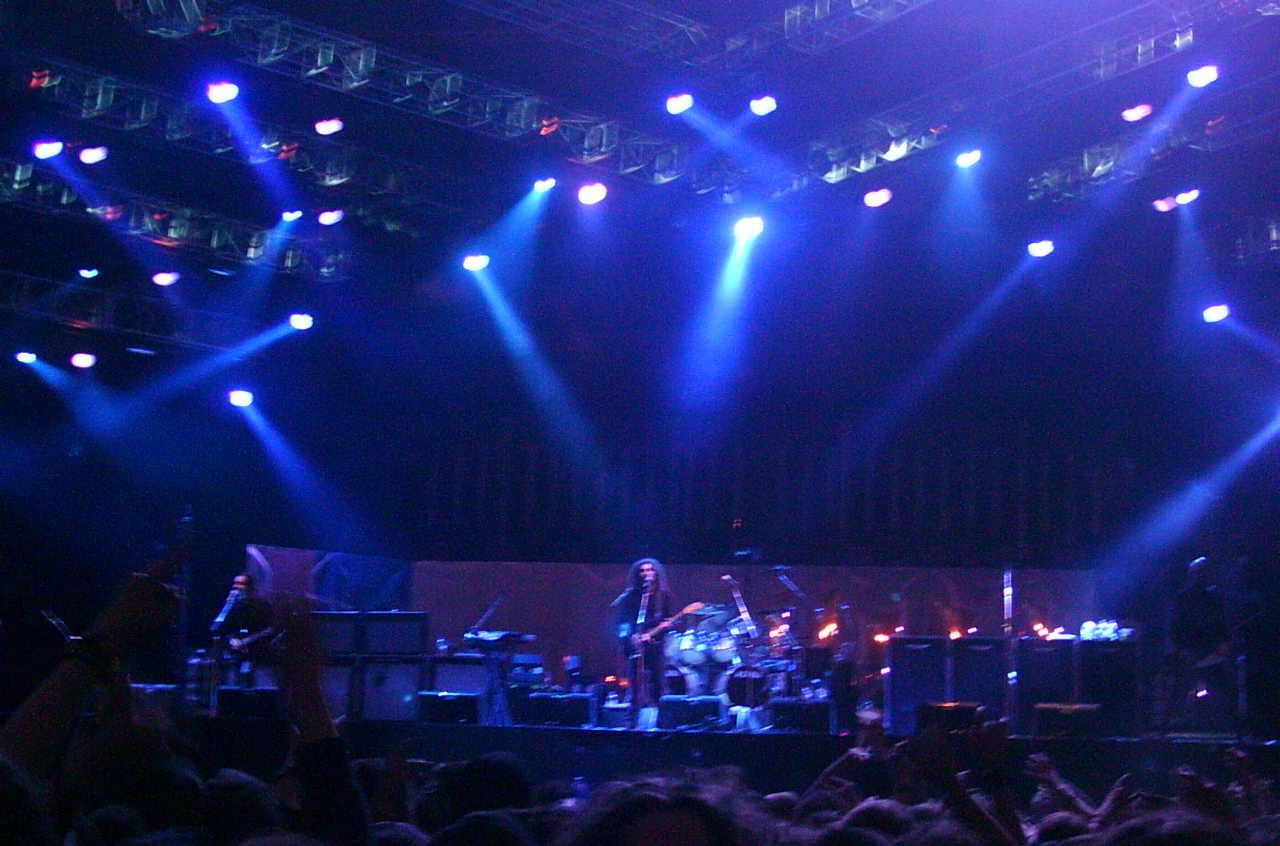
System of a Down, au Download Festival, en mai 2005.

C'est entre 2004 et 2005, après une longue période de quasi-silence, que System of a Down se réunit pour créer la suite de Steal this Album! : un double album, qu'ils décident de sortir en deux temps, avec une période de six mois entre la sortie des deux. Les pochettes des deux parties ont été créées par Vartan Malakian, le père de Daron. Après avoir été repoussée de plus de six mois, la première partie, Mezmerize, sort finalement le 17 mai 2005 et se classe directement à la première place de nombreux hit-parade à travers le monde. L'album compte plus de 10 millions d'exemplaires vendus dans le monde dont un million aux États-Unis. soutenue par la chanson Cigaro (un extrait offert aux internautes), et son premier single (sorti quelques mois avant l'album), B.Y.O.B. (qui veut dire Bring Your Own Bombs, mais qui mélange phonétiquement les mots Buy et Obey), chanson questionnant l'intégrité des militaires recrutés en Amérique, qui se fait une bonne place dans les charts du Billboard. Le clip de B.Y.O.B. est réalisé par Jake Nava. Le single suivant, Question!, sort le 12 juillet 2005 et bénéficie d'un clip co-réalisé par Shavo Odadjian. Après la sortie de l'album, System lance le Mezmerize Tour et fait énormément de concerts au Canada et aux États-Unis avec The Mars Volta et Bad Acid Trip.
Hypnotize, la deuxième partie, est sortie six mois plus tard, le 22 novembre. Comme Mezmerize, il débute à la première place des charts, ce qui fait entrer SOAD dans le cercle des groupes ayant sorti deux albums studio ayant tous deux débuté à la première place des charts la même année (avec les Beatles, Guns 'n' Roses et les rappeurs 2Pac et DMX). Pour revenir brièvement sur la pochette, il est important de remarquer que son packaging particulier lui permet de s'imbriquer avec la pochette de Mezmerize, qui forment alors un véritable double album. On retrouve également cette volonté de cohérence dans les chansons. Par exemple, la première chanson de Mezmerize se nomme Soldier Side – Intro. D'une très courte durée, elle laisse son sens en suspens jusqu'à Soldier Side, la dernière chanson de Hypnotize. La jonction des deux pochettes nous permet de comprendre le dessin (à droite sur Mezmerize, à gauche sur Hypnotize et au centre des deux albums, qui crée alors des visages. Les visages s'opposent entre Mezmerize et Hypnotize. L'union visuelle se rend aux dessins sur et sous les CD (sur Mezmerize nous avons un œil-cadran, alors qu'en dessous nous trouvons un crâne-cadran, et c'est l'inverse pour Hypnotize).
En février 2006, System of a Down gagne le Grammy Award de la « meilleure performance hard rock » pour B.Y.O.B, battant des artistes établis de longue date, tels Nine Inch Nails et Robert Plant. Le groupe gagne encore plus en popularité grâce au second single d'Hypnotize, Lonely Day, qui sort en mars 2006 en Amérique. Deux autres singles, promotionnels, suivront, à savoir Kill Rock 'n' Roll et Vicinity of Obscenity. Le quatuor devient la tête d'affiche de l'édition 2006 de l'Ozzfest, dans les villes où le fondateur de l’événement, Ozzy Osbourne, décide de ne pas apparaître ou ne joue pas (l'exception étant le spectacle de Randall Island, où Osbourne joua comme tête d'affiche de la seconde scène de l'Ozzfest avant le concert de System of a Down).
Contrairement à tous les précédents albums, où Tankian écrivait et chantait les paroles des chansons et où la musique était créée par Serj et Daron (ainsi que Shavo, parfois), le rôle de Daron Malakian devient plus important dans Mezmerize et Hypnotize. Il écrit aussi maintenant la plupart des textes, s'arroge l'écriture des parties de guitare basse et les joue en studio d'enregistrement, et un bon quart des parties chantées, laissant souvent à Serj les parties de claviers et les chœurs. Il ne se cache pas de l'importance de sa contribution aux albums en spécifiant tout de même à quel point les autres membres du groupe sont impliqués dans le processus créatif. On peut cependant voir qu'en live, il prend beaucoup plus la parole et attire l'attention. La chanson Lonely Day est nommée à la 49e édition des Grammy Awards pour le trophée de la « meilleure performance hard rock », mais échoue face à Woman de Wolfmother.
Mai 2006 voit la publication anglaise de la première biographie du groupe, nommée System of a Down: Right Here in Hollywood, écrite par Ben Myers. Elle est publiée aux États-Unis en 2007 par The Disinformation Company. Toujours en 2006, des images de concert et des interviews avec les membres du groupe au sujet de l'importance de la reconnaissance du génocide arménien sont intégrées dans le documentaire Screamers, réalisé par Carla Garapedian. Sont également intégrés dans le film un entretien avec Stepan Haytayan, le grand-père de Serj Tankian, qui fait partie des survivants du génocide, ainsi que des images de Tankian et de Dolmayan rencontrant le porte-parole de la Maison-Blanche, Dennis Hastert, durant la campagne de reconnaissance du génocide arménien à laquelle les deux musiciens avaient pris part. Des images de Serj et de John marchant en compagnie des manifestants à l'extérieur de l'ambassade de Turquie à Washington sont également utilisées dans Screamers.

### Inactivité (2006-2010)
Daron Malakian, le guitariste du groupe, annonce officiellement qu'après l'Ozzfest 2006, System of a Down se séparerait temporairement. Daron estime alors que la pause durerait sans doute quelques années, Shavo Odadjian ayant tout de même précisé qu'elle ne durerait pas plus de 3 ans lors d'une interview donnée au magazine Guitar. Il explique également à MTV : « Nous ne nous séparons pas. Si c'était le cas, nous ne ferions pas cet Ozzfest. Nous allons prendre une longue pause après l'Ozzfest et faire nos propres trucs. Nous avons mené System pendant dix ans et je pense que c'est sain de prendre du repos ». Le dernier concert de SOAD a lieu le 13 août 2006 à West Palm Beach, en Floride. « Ce soir sera le dernier concert que nous jouerons ensemble avant longtemps », lâche Daron à la foule lors du concert du samedi. « Nous reviendrons. Nous ne savons juste pas quand ».
Pendant le hiatus de System, Serj Tankian se lance dans une carrière solo commençant en 2007 avec l'album Elect the Dead et se composant de plusieurs albums et projets annexes à ce jour, Shavo Odadjian forme le groupe AcHoZeN avec RZA du Wu-Tang Clan, travaille sur urSESSION, son site Internet/label et joue en tant que membre du groupe d'accompagnement du musicien funk George Clinton. Daron Malakian monte Scars on Broadway avec John Dolmayan. Après un premier album éponyme, le projet se met en sommeil et John quitte le groupe. Ce dernier monte également son propre projet, Indicator, et ouvre Torpedo Comics, un magasin de vente de comics par Internet. System of a Down s'unit pour un soir, sans Serj Tankian, au Roxy Halloween 2009 pour chanter trois chansons : Suite-Pee (chanson du premier album), They Say (une chanson de Scars on Broadway) et une chanson inconnue. Franky Perez de Scars on Broadway joua avec eux. Le 20 novembre 2009, le groupe, encore une fois sans Serj Tankian, rejoignit les Deftones sur scène au Avalon de Hollywood lors du concert de solidarité au bassiste Chi Cheng et jouèrent Aerials et Toxicity.

### Retour sur scène (2010-2015)
Le 28 novembre 2010, après plusieurs semaines de rumeurs sur Internet, System of a Down annonce officiellement sur son site Internet que le groupe se reformera pour une tournée européenne en juin 2011 qui passera par Bercy, les 6 et 8 juin (à savoir qu'à la suite d'une vente de places qui aurait duré quelques minutes pour le 6 juin, la date du 8 juin est ajoutée). Parmi les dates de cette tournée se trouvent des passages au Download (Angleterre), au Greenfield (Suisse), au Rock am Ring/Rock im Park (Allemagne), au Metaltown (Suède), au Nova Rock Festival (Autriche) et au Provinssirock (Finlande). Le Reunion Tour commence le 10 mai 2011 à Edmonton, Alberta. La première tournée de System se déroule en Amérique du Sud durant quasiment un mois, débutant à Mexico et se terminant à Santiago, Chili.
Le groupe continue sa tournée européenne (on notera le passage à Rock am Ring), et passe en Amérique du Sud, notamment à Rock in Rio. Les setlists sont revues mais restent sensiblement semblables aux setlists de 2006. Le 7 octobre 2011, le groupe annonce via Facebook une tournée de cinq dates en Australie, au Soundwave. Pour 2012, System of a Down joue au Heavy MTL Festival à Montréal et au Heavy T.O à Toronto. De fin février à début mars 2012, ils sont la tête d'affiche de cinq dates au festival Soundwave. C'était la première visite de SOAD en Australie depuis le Hypnotize/Mezmerize Tour de 2005. Juste avant les deux concerts en France, Shavo est interviewé par le magazine Bassist, et répond alors à la question d'un éventuel nouvel album : « Nous ne resterons ensemble que si nous sommes heureux ensemble. Si tout se passe bien, nous ferons un nouvel album !  Je croise les doigts ! » Les rumeurs sur un nouvel album s'intensifient mais Serj Tankian affirme en mai 2012 que le groupe n'a pas prévu d'enregistrer de nouveau disque cette année-là. System of a Down est également à l'affiche de l'édition 2013 de Rock en Seine, en France, et joue au festival anglais Reading and Leeds. Leur unique date américaine en 2013 se déroule le 29 juillet au Hollywood Bowl.
Une date unique de concert est prévue en France en 2015 : le 14 avril à la Halle Tony Garnier, à Lyon dans le cadre de la tournée événement Wake Up the Souls Tour, littéralement « Réveille les âmes » ayant pour but de commémorer le génocide arménien. Cette tournée se termine à Erevan, en Arménie, le 23 avril 2015 un jour avant la date du centenaire du génocide arménien. Ce concert, gratuit, fut le premier donné par System en Arménie.

### Potentiel sixième album studio (depuis 2016)
Selon une interview avec le magazine Rolling Stone le 8 janvier 2015, Serj Tankian déclare que le groupe réfléchirait au fait d'enregistrer un nouvel album après le Wake Up the Souls Tour. Dans une interview donnée à Kerrang! en novembre 2016, le batteur John Dolmayan révèle que System of a Down travaille sur un paquet de chansons destinées à être sur la suite du double album Mezmerize/Hypnotize : « Nous travaillons sur un nouvel album depuis les 6 derniers mois et il y a environ 15 chansons qui, je pense, méritent d'être sur l'album », dit-il. Il ajoute aussi : « Je veux que tout le monde soit à bord et se sente bien à ce sujet. C'est ce que nous tentons d'accomplir, maintenant. Il y a une énorme quantité de pression sur nous parce que ça fait 11 ans - 12 ans, au moment où il sortira ».
Dans une FAQ en vidéo avec des fans réalisée le 2 juillet 2017, Shavo Odadjian est interrogé sur le cas d'un prochain album de SOAD et répond : « J'attends aussi pour un nouvel album. Ça n'arrive pas. Je ne sais pas. Je ne sais pas quand ça sera. Pas maintenant ».

### Protect The LandetGenocidal Humanoidz(2020)
Le 6 novembre 2020 sont mis en ligne (sur Bandcamp et YouTube) deux nouveaux titres après quinze ans sans nouvelle réalisation : Protect the Land et Genocidal Humanoidz,,. Les bénéfices de ces titres sont destinés à de l’aide humanitaire pour les populations d’Arménie et du Haut-Karabagh en proie à un conflit avec l'Azerbaïdjan,,.

## Projets parallèles

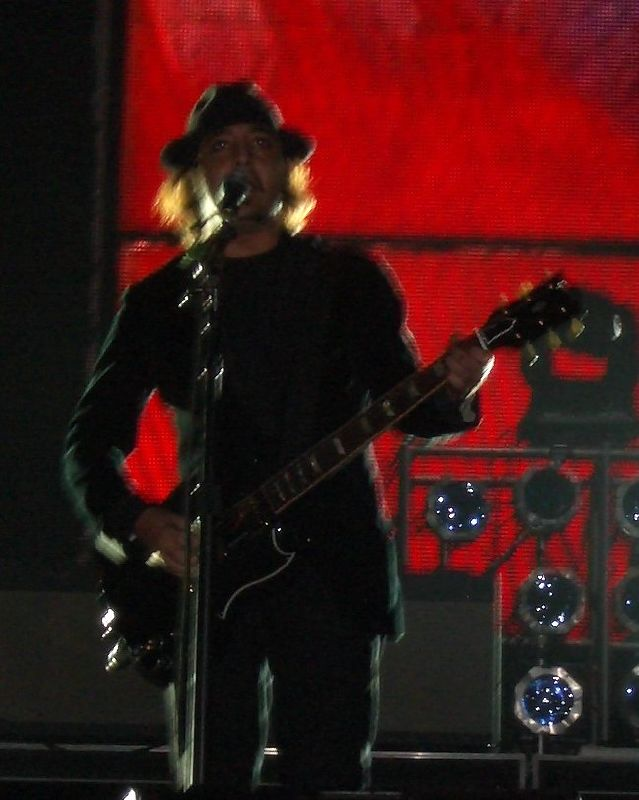
Daron Malakian en 2006.

En parallèle au groupe, ses membres mènent tous des projets de leur côté.
Serj Tankian fait partie d'Axis of Justice, organisation militante (s'articulant autour d'une émission de radio) avec Tom Morello, quant à lui guitariste de Rage Against the Machine. Sont issus de cette union une tournée de financement et un album. En 2000 il participe au titre Patterns de l'album solo de Tony Iommi, le guitariste de Black Sabbath. Il fait l'album Serart avec Arto Tuncboyaciyan en 2003), disque issu du mélange des genres du chanteur et du multi-instrumentiste arménien et auquel Shavo Odadjian, le bassiste de System of a Down, a un peu participé. En 2005, il a également travaillé avec le guitariste Buckethead en produisant l'album Enter the Chicken sous son label Serjical Strike et en chantant deux des chansons de l'album. Tankian collabore avec les Deftones sur le morceau Mein de leur album Saturday Night Wrist, sorti en 2006. En août 2006, Catherine Ringer annonce sur France Inter que le groupe a enregistré une chanson avec Serj Tankian. Le morceau s'intitule Terminal Beauty et est extrait de Variéty, le dernier album des Rita Mitsouko. L'album solo de Serj Tankian, Elect the Dead, sort le 23 octobre 2007. Son deuxième album solo Elect the Dead Symphony sort le 9 mars 2010, reprise des chansons du même album (et trois inédits comme Gate 21 qui est également présente sur le troisième album, Imperfect Harmonies), The Charade et Blue reprise d'une chanson apparue dans les démos de System Of A Down)) avec l'orchestre Auckland Philharmonia Orchestra. Le troisième album, Imperfect Harmonies, est sorti le 21 septembre 2010, jour de la fête nationale en Arménie. Tankian travaille également avec le groupe Hed PE sur le morceau Feel Good dans lequel il chante. Son troisième album solo Harakiri est sorti le 10 juin 2012 et une tournée est dédiée à cet album, la date française est le 19 octobre 2012 au Zénith de Paris.
Daron coproduit l'album Death Before Musick du groupe Amen et produit l'album Lynch the Weirdo de Bad Acid Trip, tous les deux sortis en 2004. Après la séparation du groupe, Daron Malakian et John Dolmayan ont formé Scars on Broadway. En studio, Daron enregistre tous les instruments à part la batterie, qui est enregistrée par John, et compose tous les titres. En concert, John et Daron sont accompagnés de trois autres musiciens, Franky Perez à la guitare rythmique et chœurs, Danny Shamoun au clavier et aux percussions, et enfin Dominic Cifarelli à la basse ; Daron est alors le chanteur et guitariste solo. Le groupe sort son premier album en 2008. Le premier single est They Say suivi de World Long Gone. En 2003, Daron et John avaient enregistré des démos sous le nom Scars on Broadway avec un certain Greg Kelso à la guitare rythmique, mais, en 2007, une lettre déclarant que ces démos ne sont en aucun cas affiliées à Scars on Broadway telle qu'elle existe aujourd'hui mais à un projet dissous quatre ans plus tôt, est publiée sur le site du groupe. Le groupe est en pause de 2008 à 2010. Le 29 juillet 2010, le groupe sort un nouveau morceau, Fucking. Le clip sort le 14 mars 2011, il est réalisé par Greg Watermann, photographe de System of a Down. Il est tourné durant le concert du 20 août 2010. On voit également la présence de Shavo dans le clip. Daron Malakian participe également à l'album Rise Up de Cypress Hill, sorti en 2010, sur la chanson Trouble Seeker. En mai 2014, on le retrouve également sur l'album The Hunting Party de Linkin Park sur le titre Rebellion.
Shavo Odadjian forme avec RZA du groupe Wu Tang Clan, le groupe Achozen. Shavo y compose la musique, écrit certains textes et joue de la basse. Ce projet s'articule autour d'une histoire dans laquelle le rappeur exposerait sa poésie sur une trame musicale, principalement occupée par une basse 6 cordes sans frettes.

## Style musical

### Style et influences
La variété stylistique et le niveau d'expérimentations dans la musique de System of a Down l'ont rendu difficile à classer. Le style musical du groupe est très particulier et a été classé dans le metal alternatif,,, le nu metal,,, le hard rock,,, le metal progressif,, le thrash metal, le metal avant-gardiste, le rock expérimental et l'art rock.
Pour les membres du groupe, leur musique n'appartient à aucun genre,,.
System of a Down utilise de nombreux instruments, parmi lesquels mandolines électriques, ouds, sitars, cithares, guitares barytones, guitares à douze cordes.
Les influences du groupe incluent la musique traditionnelle arménienne, le rock progressif, les Beatles,, Dead Kennedys, Frank Zappa, Slayer et Van Halen. Daron Malakian a déclaré « Je suis un fan de musique, pas d'un groupe en particulier », John Dolmayan déclare « Je ne pense pas qu'on sonne comme un autre groupe. Je nous considère comme System of a Down. » (citation originale : « I dont think we sound like anybody else. I consider us System of a Down. ») et Shavo Odadjian a déclaré « Tu peux nous comparer à n'importe qui. Je m'en fiche. Les comparaisons et les étiquettes n'ont aucun effet sur le groupe. Nous sommes qui nous sommes et ils sont qui ils sont ».

### Paroles
Les paroles des chansons de System of a Down (principalement écrites par Serj Tankian et Daron Malakian) sont souvent indirectes et dadaïstes, traitant de sujets comme l'abus de drogues, la politique,, ou les rapports sexuels. Prison Song (la chanson d'ouverture de Toxicity) critique la War on Drugs (expression donnée à la campagne de prohibition des drogues) tandis que le Rolling Stone qualifie Roulette (avant-dernière chanson de Steal this Album!) de « lettre d'amour effrayée et blessée ». Boom!, toujours sur Steal this Album!, est l'une des chansons les plus directes de SOAD, parlant de la globalisation et des dépenses américaines en termes de bombes et d'armement. I-E-A-I-A-I-O (Steal this Album!) est inspirée par la rencontre de John Dolmayan avec l'acteur David Hasselhoff dans un magasin d'alcool à Los Angeles quand il avait environ 12 ans. Cigaro (Mezmerize) contient des références très explicites à l'imagerie phallique et à la bureaucratie, tandis que Violent Pornography (toujours sur Mezmerize) critique durement la télévision et la violence faite aux femmes. B.Y.O.B (Mezmerize) est un hymne contre la guerre en Irak et possède un double sens au sujet de la bière et des bombes, contenant notamment les paroles : « Pourquoi les présidents ne combattent pas la guerre ? Pourquoi envoient-ils toujours les pauvres ? »,. Old School Hollywood (avant-dernière chanson de Mezmerize) décrit un match de baseball de célébrités,. Tentative (Hypnotize) décrit la guerre, Hypnotize fait référence aux événements de la place Tian'anmen et Lonely Day (Hypnotize) décrit l'angoisse. Le titre de Steal this Album! est une référence à Steal this Book, livre écrit par l'homme politique de gauche Abbie Hoffman,,. Le combat du groupe pour la reconnaissance du génocide arménien se traduit dans deux de leurs chansons, qui font partie de leurs musiques les plus politiques : P.L.U.C.K (System of a Down) et Holy Mountains (Hypnotize). À noter également que P.L.U.C.K signifie Politically Lying, Unholy, Cowardly Killers, qui se traduit grossièrement par « Politiquement menteurs, impies, lâches tueurs ».

## Engagements
System of a Down entre dans un silence de trois ans après la sortie de Steal this Album!, sa compilation de morceaux inédits, sans nouvel album ni grosse tournée. Le groupe n'arrête pourtant pas de sillonner les salles avec son propre festival de soutien aux causes qui lui tiennent à cœur[style à revoir], avec en priorité la reconnaissance du génocide arménien, ce qui s'est entre autres traduit par les titres PLUCK et Holy Mountain. Serj Tankian s'est engagé à faire maintenir la reconnaissance du génocide arménien à la Chambre des représentants des États-Unis[source secondaire souhaitée]. Le groupe est aussi engagé dans la lutte contre la famine en Afrique et pour le pacifisme. En 2006, System of a Down participe au mouvement anti-guerre Living With War Today fondé par Neil Young aux côtés d'artistes comme James Blunt, Esther Galil, ou encore Pink. Boom ! est une chanson contre la guerre en Irak et contre George W. Bush[source secondaire souhaitée].
En 2020, en réaction aux événements militaires dans la région du Haut-Karabagh, le groupe sort deux titres engagés afin de dénoncer l'absence de médiatisation du conflit du fait de la pandémie de Covid-19.

## Distinctions
- 2002 : nommés aux Grammy Awards dans la section Best Metal Performance pour la chanson Chop Suey! ;
- 2003 : nommés aux Grammy Awards dans la section Best Hard Rock Performance pour la chanson Aerials ;
- 2005 : gagnants des MTV Europe Music Awards dans la section Best Alternative Act ;
- 2006 :
  - gagnants des Grammy Awards dans la section Best Hard Rock Performance pour la chanson B.Y.O.B. ;
  - gagnants des MTVU Woodie Awards pour la chanson Question! ;
  - Toxicity est classée 14e de la liste des 40 meilleures chansons de metal selon VH1 ;
- 2007 : nommés aux Grammy Awards dans la section Best Hard Rock Performance pour la chanson Lonely Day.

## Membres

### Membres actuels
- Daron Malakian : guitare, chant et chœurs (depuis 1994)
- Serj Tankian : chant, claviers, guitare (depuis 1994)
- Shavo Odadjian : basse, chœurs (depuis 1994)
- John Dolmayan : batterie (depuis 1997)

### Anciens membres
- Andy Khachaturian : batterie (1994-1997)

### Membres occasionnels
- Arto Tunçboyacıyan : percussions, composition (ATWA, Science et Arto sur l'album Toxicity, Bubbles sur Steal This Album ! et certains concerts en 2005)

## Discographie

### Albums studio
- 1998 : System of a Down
- 2001 : Toxicity
- 2002 : Steal this Album!
- 2005 : Mezmerize
- 2005 : Hypnotize

### Vidéographie
- Screamers, film documentaire sur le génocide arménien co-réalisé par les membres de System of a Down en 2006/2007 avec Carla Garapedian

## Pour approfondir